# سرداب كبوشي

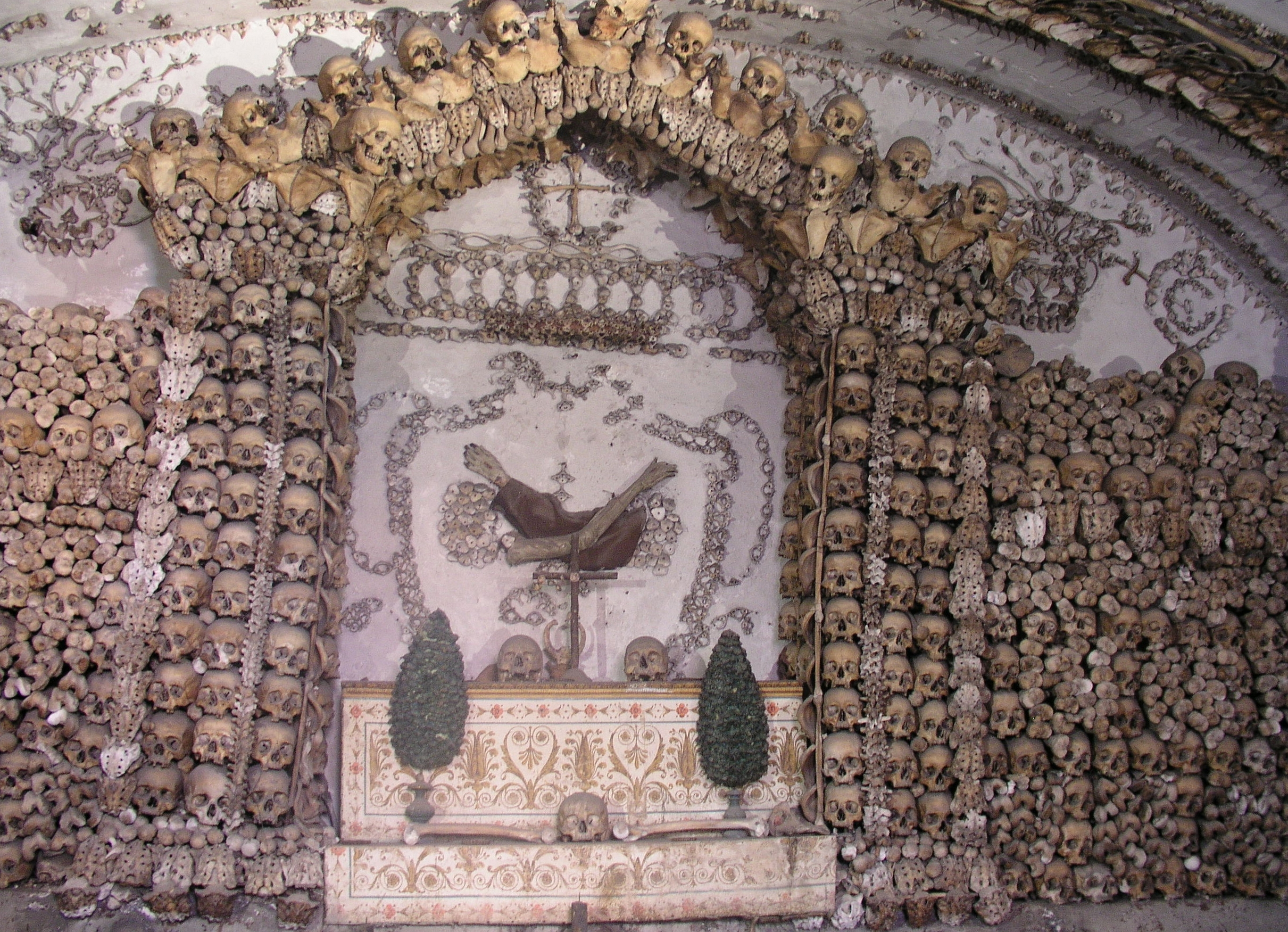
سرداب كبوشي في روما بإيطاليا

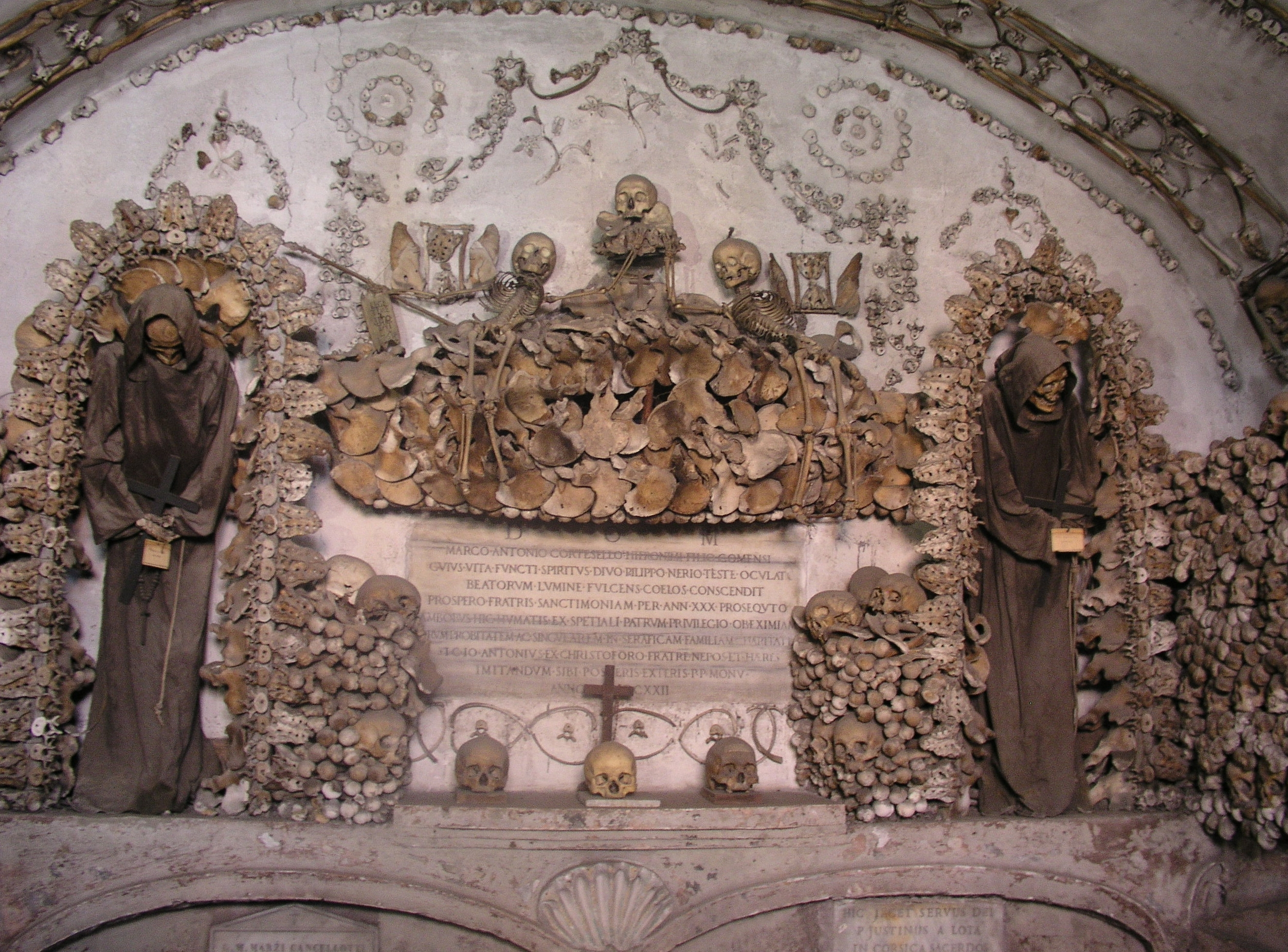
سرداب كبوشي

سرداب كبوشي هو مكان صغير يضم العديد من المصليات الصغيرة الموجودة أسفل كنيسة سانتا ماريا ديلا كونشيتسيوني دي كابوتشيني على طريق فينيتو بالقرب من ساحة باربريني في مدينة روما بإيطاليا. يحتوي على بقايا الهياكل العظمية لـ3700 جثة يُعتقد أنها جثث الرهبان الكبوشيين المدفونة هناك بناءً على أوامرهم. يصر النظام الكاثوليكي على أن القصد من ذلك العرض لم يكن الرعب، بل هو تذكير صامت بالمرور السريع للحياة على الأرض وبموتنا.

## بناء السرداب
عندما وصل الرهبان إلى الكنيسة في عام 1631، بعد انتقالهم من الدير القديم، أحضروا حمولة 300 عربة من جثث الرهبان المتوفين. أشرف الأب مايكل أوف برغامو على ترتيب العظام في سرداب الدفن. جُلبت التربة التي وُضعت في السرداب من القدس، بأمر من البابا أوربان الثامن.
عندما كان الرهبان يموتون في أثناء فترة وجود السرداب، كانت تُنبش أقدم جثة مدفونة من جثث الرهبان لإفساح المجال للذي توفى حديثًا والذي دفن دون نعش، وتُضاف العظام التي استُخرجت حديثًا إلى الديكور. تقضي الجثث عادة 30 عامًا متحللة في التربة، قبل أن تُنبش.

## غرف السرداب
هناك ست غرف في السرداب، تحتوي خمس منها على عرض فريد لعظام بشرية يُعتقد أنها تعود إلى جثث الرهبان الذين توفوا بين عامي 1528 و1870.
1. سرداب القيامة، تُعرض فيه صورة ليسوع وهو يعيد القديس لعازر من الموت، ويحيط بها إطار مؤلف من أجزاء مختلفة من الهيكل العظمي البشري.
2. مصلى القداس، استُخدم كمنطقة للاحتفال بالقداس، ولا تُوجد فيه عظام. في النقش الموجود على المذبح، يوصي يسوع ومريم القديسَ فيليكس كانتاليس والقديس فرنسيس الأسيزي والقديس أنطونيو اللشبوني بتحرير الأرواح من المَطْهَر. يحتوي المصلى على لوحة تحمل الاختصار «دي أو إم DOM»، والذي يشير إلى ديو أوبتيمو ماكسيمو («إلى الله القدير العظيم»)، وهو المصطلح الذي استُخدم في البداية للإشارة إلى الإله الوثني جوبيتر، لكن المسيحيين قد اتخذوه لاحقًا. تحتوي اللوحة على القلب الحقيقي لماريا فيليشي بيريتي، ابنة الأخ الكبرى للبابا سيكتوس الخامس والمؤيدة لطائفة الكابوتشين. تحتوي الكنيسة أيضًا على قبر للجنود البابويين الذين ماتوا وهم يدافعون عن الدولة البابوية في معركة بورتا بيا.
3. سرداب الجماجم
4. سرداب عظام الحوض
5. سرداب عظام الساق وعظام الفخذ
6. سرداب الهياكل العظمية الثلاثة، لُفّ الهيكل العظمي المركزي في شكل بيضاوي، رمزًا للحياة التي في طريقها للولادة. يحمل في يمينه المنجل رمزًا للموت الذي يطيح بجميع الناس، مثل العشب في الحقل، بينما يمسك في يده اليسرى ميزانًا، والذي يرمز إلى الأعمال الصالحة والشريرة التي يزنها الله عندما يحاكم روح البشرية. يظهر على لافتة مكتوبة بخمس لغات: «حاضركم ماضينا؛ وحاضرنا مستقبلكم...».

## تأثيره على الزوار
دوّن ماركيز دي ساد أنه وجد رحلته إلى السرداب في عام 1775 مستحقةً العناء، وأشار ناثانيال هوثورن إلى طبيعتها الغريبة في روايته الفو المرمري في عام 1860.
اعتبارًا من عام 1851، كان السرداب يُفتح للجمهور فقط، مقابل رسوم للدخول، في الأسبوع الذي يلي عيد الموتى.
لم يكن من المسموح دخول النساء إلى السرداب منذ عام 1851 وحتى عام 1852.

## وصلات خارجية
- Home page of the Capuchins
- Crypt of the Capuchins 'tour' on YouTube